# Олепіри
Олепі́ри —  село в Україні, у Полтавській міській громаді Полтавського району Полтавської області. Населення становить 7 осіб. До 2020 орган місцевого самоврядування — Сем'янівська сільська рада.

## Географія
Село Олепіри знаходиться на правому березі річки Ворскла, вище за течією на відстані 1 км розташоване село Яцинова Слобідка, нижче за течією на відстані 1 км розташоване село Тернівщина, на протилежному березі - села Петрівка та Сем'янівка.

## Історія
12 червня 2020 року, відповідно до розпорядження Кабінету Міністрів України № 721-р «Про визначення адміністративних центрів та затвердження територій територіальних громад Полтавської області», село увійшло до складу Полтавської міської громади.
19 липня 2020 року, в результаті адміністративно - територіальної реформи та ліквідації Полтавського району (1925—2020), село увійшло до складу новоутвореного Полтавського району.